# Pierre Deniker
Pierre Deniker (ur. 16 lutego 1917 w Paryżu, zm. 17 sierpnia 1998 tamże) – francuski lekarz psychiatra, wspólnie z Jeanem Delayem opublikował pracę, w której donosił o przeciwpsychotycznych właściwościach chloropromazyny. Należał do Académie nationale de Médecine. 1957 został laureatem Nagrody im. Alberta Laskera.